# Arnaut Danjuma
Arnaut Danjuma Groeneveld (Lagos, Nigeria, 31 de enero de 1997) es un futbolista neerlandés que juega de delantero en el Valencia C. F. de la Primera División de España.

## Trayectoria
Nació en Lagos, Nigeria al ser hijo de padre neerlandés y madre nigeriana. Comenzó su carrera en la cantera del PSV Eindhoven. Tras no gozar de oportunidades en el primer equipo fichó en 2016 por el NEC Nimega, con el que jugó 46 partidos y marcó 14 goles a lo largo de dos temporadas.

### Brujas
En 2018 fichó por el Club Brujas belga, equipo con el que consiguió hacerse con galones desde el principio, debutando por primera vez en su carrera en la Liga de Campeones de la UEFA el 18 de septiembre de 2018, en un encuentro contra el Borussia Dortmund.
En el segundo encuentro de la fase de grupos hizo su primer gol en Champions, en la derrota del Brujas por 3-1 ante el Atlético de Madrid.

### Bournemouth
El 1 de agosto de 2019 el AFC Bournemouth hizo oficial su incorporación firmando un contrato de larga duración.

### Villarreal
El 19 de agosto de 2021, tras dos años en Inglaterra, fichó por el Villarreal C. F. firmando por cinco temporadas. Su debut se produjo dos días después ante el R. C. D. Espanyol, y a la semana siguiente marcó su primer gol en un empate a dos ante el Atlético de Madrid.
Regresó al fútbol inglés en enero de 2023 después de ser cedido con opción de compra al Tottenham Hotspur F. C. para lo que quedaba de campaña. Dicha opción no fue ejercida y en el mes de julio fue prestado al Everton F. C. Acumuló una tercera cesión en agosto de 2024, esta vez en el Girona F. C.

### Valencia C. F.
El 10 de agosto de 2025 se incorporó a las filas del Valencia C. F. hasta el 30 de junio de 2028.

## Estadísticas

### Clubes
Actualizado al último partido disputado el 18 de mayo de 2025.
| Club                               | Div.          | Temporada     | Liga  | Liga  | Copas nacionales | Copas nacionales | Copas internacionales | Copas internacionales | Total | Total |
| Club                               | Div.          | Temporada     | Part. | Goles | Part.            | Goles            | Part.                 | Goles                 | Part. | Goles |
| ---------------------------------- | ------------- | ------------- | ----- | ----- | ---------------- | ---------------- | --------------------- | --------------------- | ----- | ----- |
| Jong PSV · Países Bajos            | 2.ª           | 2015-16       | 1     | 0     | ―                | ―                | ―                     | ―                     | 1     | 0     |
| Jong PSV · Países Bajos            | Total club    | Total club    | 1     | 0     | 0                | 0                | 0                     | 0                     | 1     | 0     |
| NEC Nimega · Países Bajos          | 1.ª           | 2016-17       | 12    | 1     | 4                | 0                | ―                     | ―                     | 16    | 1     |
| NEC Nimega · Países Bajos          | 2.ª           | 2017-18       | 28    | 11    | 2                | 2                | ―                     | ―                     | 30    | 13    |
| NEC Nimega · Países Bajos          | Total club    | Total club    | 40    | 12    | 6                | 2                | 0                     | 0                     | 46    | 14    |
| Club Brujas · Bélgica              | 1.ª           | 2018-19       | 20    | 5     | 2                | 0                | 2                     | 1                     | 24    | 6     |
| Club Brujas · Bélgica              | 1.ª           | 2019-20       | 1     | 0     | ―                | ―                | ―                     | ―                     | 1     | 0     |
| Club Brujas · Bélgica              | Total club    | Total club    | 21    | 5     | 2                | 0                | 2                     | 1                     | 25    | 6     |
| AFC Bournemouth Inglaterra         | 1.ª           | 2019-20       | 14    | 0     | 1                | 0                | ―                     | ―                     | 15    | 0     |
| AFC Bournemouth Inglaterra         | 2.ª           | 2020-21       | 35    | 17    | 2                | 0                | ―                     | ―                     | 37    | 17    |
| AFC Bournemouth Inglaterra         | Total club    | Total club    | 49    | 17    | 3                | 0                | 0                     | 0                     | 52    | 17    |
| Villarreal C. F. · España          | 1.ª           | 2021-22       | 22    | 10    | 0                | 0                | 11                    | 6                     | 33    | 16    |
| Villarreal C. F. · España          | 1.ª           | 2022-23       | 10    | 2     | 2                | 2                | 5                     | 2                     | 17    | 6     |
| Tottenham Hotspur F. C. Inglaterra | 1.ª           | 2022-23       | 9     | 1     | 2                | 1                | 1                     | 0                     | 12    | 2     |
| Tottenham Hotspur F. C. Inglaterra | Total club    | Total club    | 9     | 1     | 2                | 1                | 1                     | 0                     | 12    | 2     |
| Everton F. C. Inglaterra           | 1.ª           | 2023-24       | 14    | 1     | 6                | 1                | ―                     | ―                     | 20    | 2     |
| Everton F. C. Inglaterra           | Total club    | Total club    | 14    | 1     | 6                | 1                | 0                     | 0                     | 20    | 2     |
| Villarreal C. F. · España          | 1.ª           | 2024-25       | 3     | 2     | —                | —                | ―                     | ―                     | 3     | 2     |
| Villarreal C. F. · España          | Total club    | Total club    | 35    | 14    | 2                | 2                | 16                    | 8                     | 53    | 24    |
| Girona F. C. · España              | 1.ª           | 2024-25       | 25    | 2     | 2                | 0                | 7                     | 1                     | 34    | 3     |
| Girona F. C. · España              | Total club    | Total club    | 25    | 2     | 2                | 0                | 7                     | 1                     | 34    | 3     |
| Valencia C. F. · España            | 1.ª           | 2025-26       | 0     | 0     | 0                | 0                | ―                     | ―                     | 0     | 0     |
| Valencia C. F. · España            | Total club    | Total club    | 0     | 0     | 0                | 0                | 0                     | 0                     | 0     | 0     |
| Total carrera                      | Total carrera | Total carrera | 195   | 52    | 23               | 6                | 26                    | 10                    | 244   | 68    |

## Palmarés

### Títulos nacionales
| Título               | Club        | País    | Año  |
| -------------------- | ----------- | ------- | ---- |
| Supercopa de Bélgica | Club Brujas | Bélgica | 2018 |